# NGC 528
NGC 528 (również PGC 5290 lub UGC 988) – galaktyka soczewkowata (S0), znajdująca się w gwiazdozbiorze Andromedy. Odkrył ją Heinrich Louis d’Arrest 22 sierpnia 1865 roku.